# Annaberg-Buchholz
Annaberg-Buchholz város Németországban, azon belül Szászország tartományban. Az Érchegység egyik adminisztratív, gazdasági és kulturális központja. Lakosainak száma 19 470 fő (2023. december 31.).

## Fekvése
A város a Sehma folyó völgye és a Pöhlberg, a Bärenstein és a Scheielenberg bazaltkúpjai között található. A város egyes pontjai tengerszint felett jelentősen eltérő távolságra találhatók.

## Története
Annaberg a 16. században a legjelentősebb szász városok közé tartozott. Pénzverő működött itt. A bányaváros bányahivatala 1856-ig működött, ám a bányák már a 16. században kezdetek kimerülni. A lakosság ettől kezdve csipkeveréssel és posztókészítéssel kezdett foglalkozni.
Annaberg városi kiváltságlevele 1497-ből, Buchholz kiváltáságlevele 1501-ből származik. Annaberget és Buchholzot 1949-ben egyesítették.

## Gazdaság
- Uránbányászat
- Fémfeldolgozás
- Faipar
- Elektortechnikai ipar

## Látnivalói
- Szent Anna-templom (St. Annanekirche) késő gótikus, 1499 és 1525 között épült)A Szent Anna-templom Annaberg-Buchholzban
- Bergkirche (barokk, 1665)

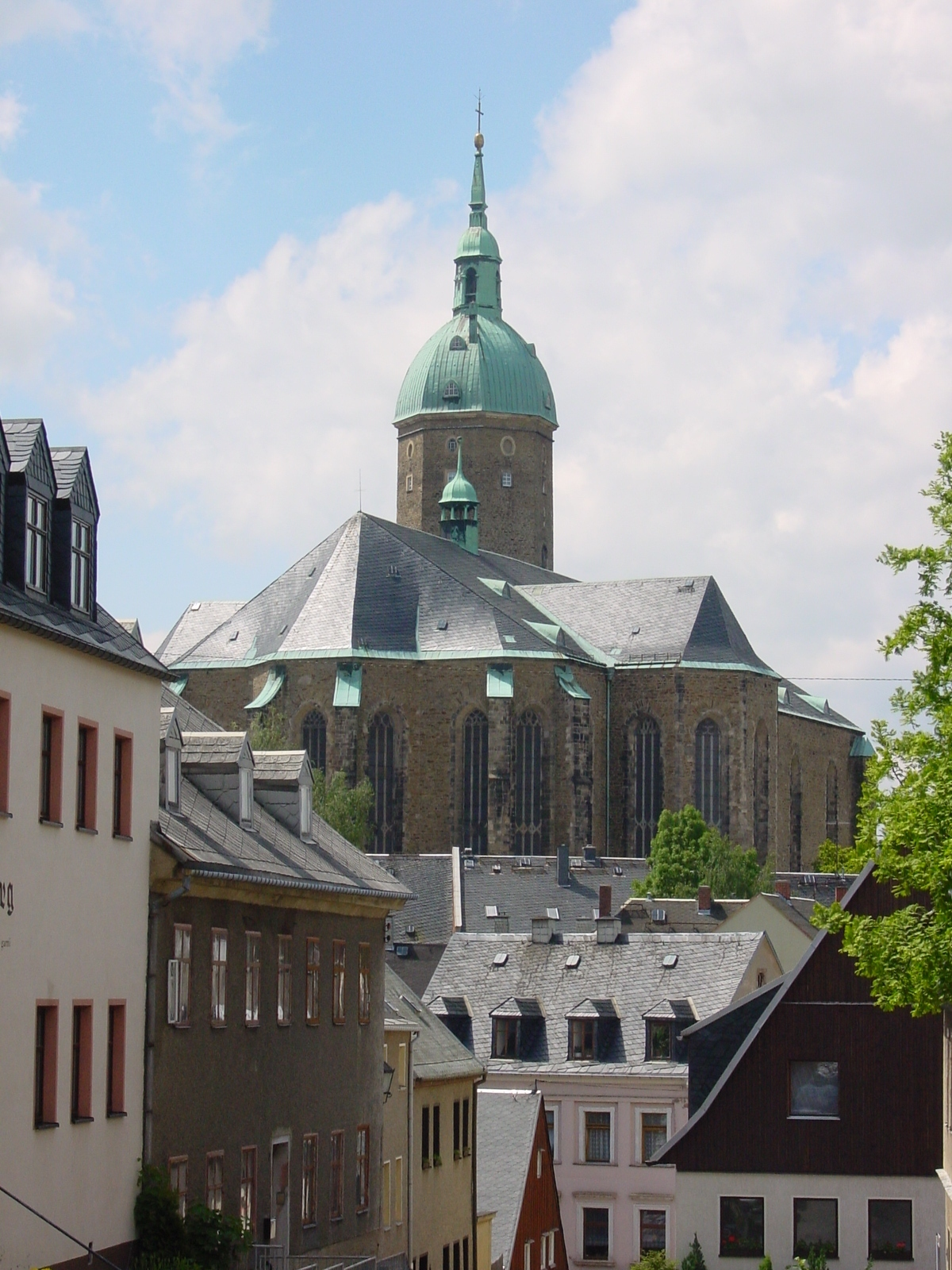
A Szent Anna-templom Annaberg-Buchholzban

- Városháza (reneszánsz, 1533 - 1538)
- Késő gótikus illetve reneszánsz polgárházak
- Bányászati múzeum

## Népesség
A település népességének változása:
| Lakosok száma | 20 000 | 19 769 | 19 118 | 19 382 | 19 470 |
|               | 2017   | 2019   | 2021   | 2022   | 2023   |